# Kanton Albestroff
Der ehemalige französische Kanton Albestroff lag im Arrondissement Château-Salins im Département Moselle in der Region Lothringen; sein Hauptort war Albestroff.

## Lage
Der Kanton lag in der Südhälfte des Départements Moselle.

Lage des Kantons Albestroff innerhalb des Arrondissements Château-Salins
Lage des Kantons Albestroff innerhalb des Départements Moselle

## Geschichte
Der Kanton entstand 1790 und gehörte bis 1871 zum Département Meurthe in Frankreich. Durch den Vertrag von Frankfurt nach dem Deutsch-Französischen Krieg kam er zum Deutschen Reich. Er trug von 1871 bis 1918 den Namen Kanton Albesdorf und gehörte zum Kreis Château-Salins im Bezirk Lothringen im Reichsland Elsaß-Lothringen. 1918 kehrte das Gebiet zu Frankreich zurück und wurde Teil des neuen Départements Moselle (identisch mit dem deutschen Bezirk Lothringen). Mit der Veränderung der Kantone in Frankreich wurde der Kanton 2015 aufgelöst. Alle seine Gemeinden wechselten zum neuen Kanton Le Saulnois.

## Gemeinden
Der Kanton umfasste 26 Gemeinden:
| Gemeinde                | Einwohner Jahr | Fläche km² | Bevölkerungsdichte | Code INSEE | Postleitzahl |
| ----------------------- | -------------- | ---------- | ------------------ | ---------- | ------------ |
| Albestroff              | 633 (2013)     | 19,30      | 33 Einw./km²       | 57011      | 57670        |
| Bénestroff              | 544 (2013)     | 9,56       | 57 Einw./km²       | 57060      | 57670        |
| Bermering               | 247 (2013)     | 5,73       | 43 Einw./km²       | 57065      | 57340        |
| Francaltroff            | 743 (2013)     | 12,46      | 60 Einw./km²       | 57232      | 57670        |
| Givrycourt              | 96 (2013)      | 2,77       | 35 Einw./km²       | 57248      | 57670        |
| Guinzeling              | 71 (2013)      | 4,83       | 15 Einw./km²       | 57278      | 57670        |
| Honskirch               | 224 (2013)     | 6,55       | 34 Einw./km²       | 57335      | 57670        |
| Insming                 | 618 (2013)     | 7,21       | 86 Einw./km²       | 57346      | 57670        |
| Insviller               | 203 (2013)     | 8,34       | 24 Einw./km²       | 57347      | 57670        |
| Léning                  | 300 (2013)     | 6,49       | 46 Einw./km²       | 57394      | 57670        |
| Lhor                    | 134 (2013)     | 5,40       | 25 Einw./km²       | 57410      | 57670        |
| Lostroff                | 69 (2013)      | 4,96       | 14 Einw./km²       | 57417      | 57670        |
| Loudrefing              | 320 (2013)     | 23,00      | 14 Einw./km²       | 57418      | 57670        |
| Marimont-lès-Bénestroff | 43 (2013)      | 3,99       | 11 Einw./km²       | 57446      | 57670        |
| Molring                 | 8 (2013)       | 3,26       | 2 Einw./km²        | 57470      | 57670        |
| Montdidier              | 72 (2013)      | 1,93       | 37 Einw./km²       | 57478      | 57670        |
| Munster                 | 240 (2013)     | 6,60       | 36 Einw./km²       | 57494      | 57670        |
| Nébing                  | 365 (2013)     | 7,36       | 50 Einw./km²       | 57496      | 57670        |
| Neufvillage             | 39 (2013)      | 0,61       | 64 Einw./km²       | 57501      | 57670        |
| Réning                  | 114 (2013)     | 3,95       | 29 Einw./km²       | 57573      | 57670        |
| Rodalbe                 | 230 (2013)     | 10,57      | 22 Einw./km²       | 57587      | 57340        |
| Torcheville             | 127 (2013)     | 6,14       | 21 Einw./km²       | 57675      | 57670        |
| Vahl-lès-Bénestroff     | 139 (2013)     | 8,97       | 15 Einw./km²       | 57685      | 57670        |
| Vibersviller            | 465 (2013)     | 13,02      | 36 Einw./km²       | 57711      | 57670        |
| Virming                 | 291 (2013)     | 10,77      | 27 Einw./km²       | 57723      | 57340        |
| Vittersbourg            | 358 (2013)     | 7,13       | 50 Einw./km²       | 57725      | 57670        |

## Bevölkerungsentwicklung
| 1962  | 1968  | 1975  | 1982  | 1990  | 1999  | 2006  | 2012  |
| ----- | ----- | ----- | ----- | ----- | ----- | ----- | ----- |
| 6.403 | 6.652 | 6.327 | 6.349 | 6.349 | 6.234 | 6.438 | 6.673 |